# 綉球彎貝介
綉球彎貝介（学名：Loxoconcha tuberculosa）为彎貝介科彎貝介屬下的一个种。